# Hřbitovní kaplička (vojenský újezd Libavá)
Hřbitovní kaplička (nazývaná také vojnovická kaplička nebo hřbitovní kaple) je z ruin obnovená kaplička, která patří k zaniklé vesnici Rudoltovice ve vojenském újezdu Libavá, v Oderských vrších (subprovincie pohoří Nízký Jeseník) v okrese Olomouc v Olomouckém kraji. Kaplička se nachází u silnice nad pravým břehem řeky Odry (nedaleko od mostu a soutoku Odry a Lazského potoka) u zaniklé vesnice Vojnovice. Kaple je jedinou zachovalou sakrální stavbou v současném vojenském újezdu Libavá. Místo je, mimo vyhrazené dny v roce, veřejnosti běžně nepřístupné.

## Historie
Kaplička, kterou němečtí osadníci nazývali "Hřbitovní", se nachází v lokalitě Hřbitov, kde byl údajně hřbitov. Avšak podle průzkumu zde hřbitov nikdy nebyl. Netradičně, kaplička nebyla zasvěcena žádnému světci.
Dle místních německých pověstí, je vznik kapličky spojen s nedalekým zaniklým svobodným statkem. Statkář si vzal za ženu děvečku, která u něj pracovala a se kterou  čekal dítě. Statkář rád chodíval do hospody v blízkých Vojnovicích. Jednou v noci pro něj žena přišla do hospody a cestou domů vznikla mezi manželi hádka a statkář svou ženu zabil a zahrabal "pohřbil" do země právě na místě kapličky. Aby zakryl svůj zločin, tak pole zoral. Tak se údajně místo kapličky a jejího okolí stalo a nazývalo Hřbitovem. Jako výraz pokání, statkář postavil Hřbitovní kapličku.
Po vzniku vojenského prostoru Libavá v roce 1947, kaplička chátrala až byla téměř zničena. V období po sametové revoluci byla kaplička obnovena a v její stavbě jsou symbolicky umístěny kameny a další artefakty z okolních vesnic, zmíněného svobodného statku, Staré Vody, Města Libavá, a také zvon vyrobený ze sovětské dělostřelecké nábojnice. Kaplička se tak stala symbolem historie a úcty k místnímu kraji.

## Další informace
U kapličky se nachází odpočinkové místo s posezením a také informační tabule v češtině a němčině.
Poblíž, na opačné straně řeky Odry na Oderském vrchu, se nachází socha Panny Marie (jediná zachovalá sakrální socha v současném vojenském újezdu Libavá).

## Galerie

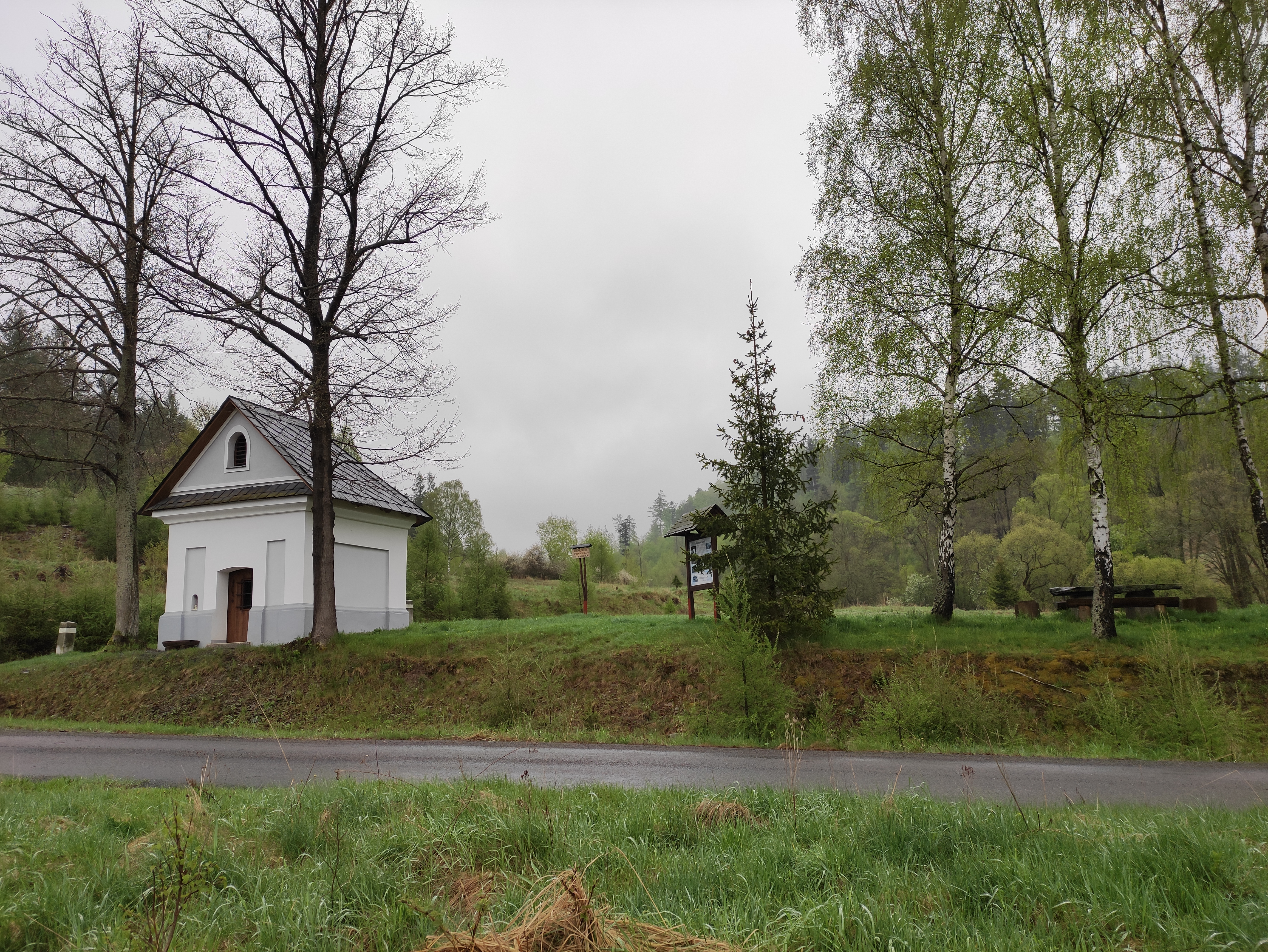
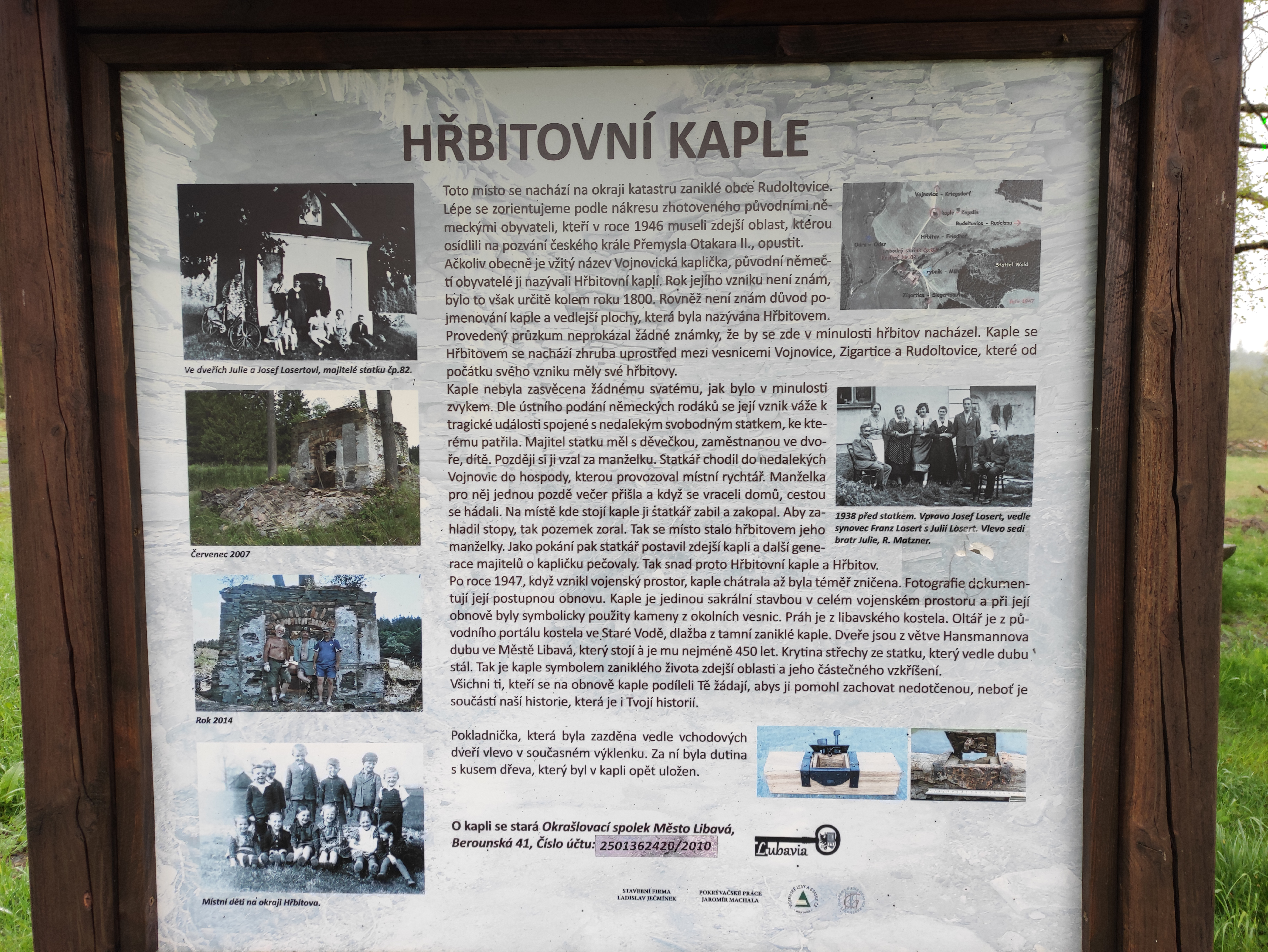
Informační tabule na místě
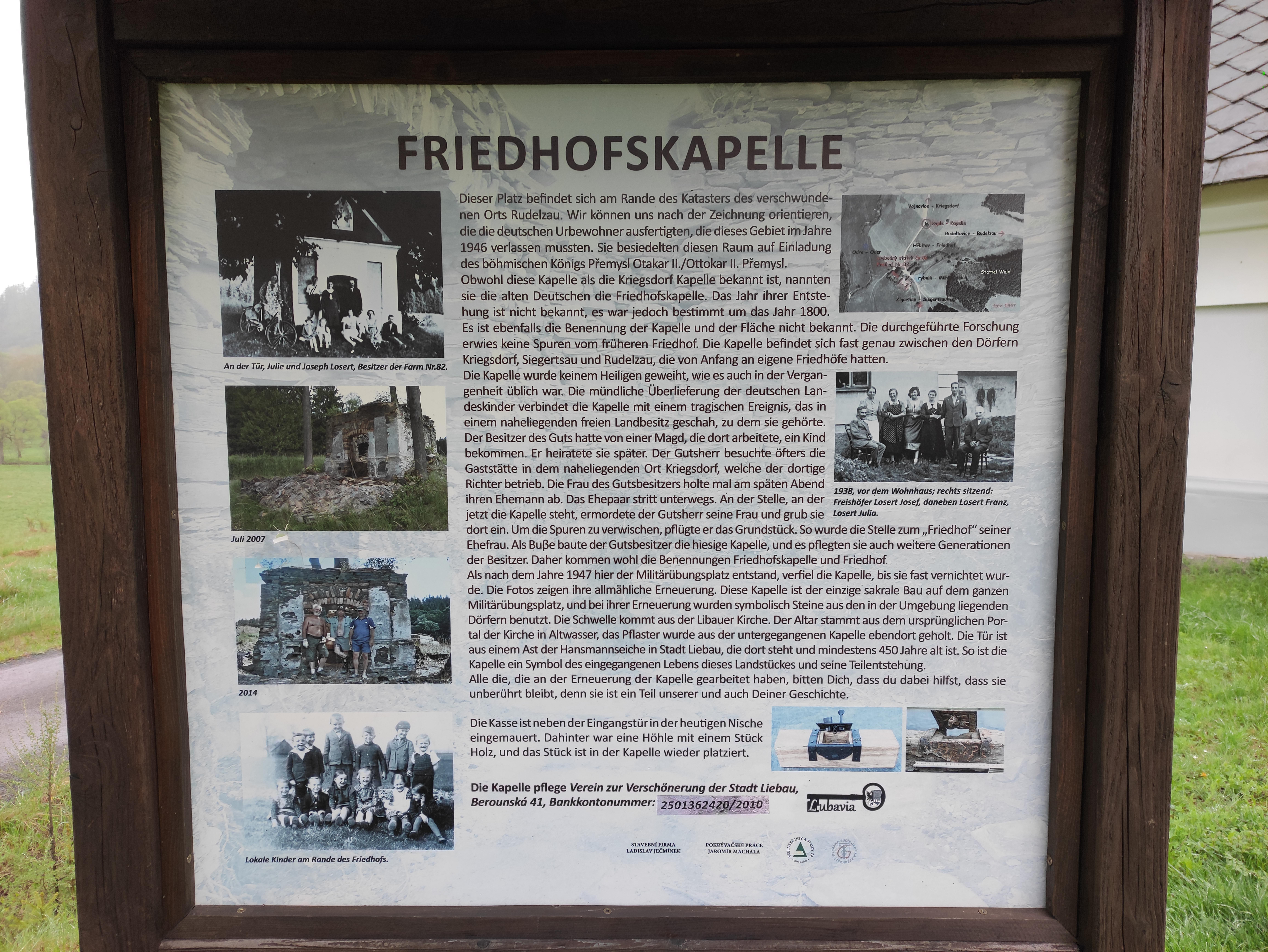
Informační tabule na místě